# 274 (số)
274 (hai trăm bảy mươi bốn) là một số tự nhiên ngay sau 273 và ngay trước 275.